# Jean Pain (inventeur)
Pour les articles homonymes, voir Jean Pain et Pain (homonymie).
Jean Pain, né le 12 décembre 1928 en Suisse et décédé à Villecroze le 30 juillet 1981, est un inventeur français auteur du compostage de broussailles, précurseur de la permaculture et du bois raméal fragmenté (BRF), et du gaz de broussailles, chevalier du Mérite agricole.

## Biographie
Jean et sa femme, Ida, ont vécu près du Domaine des Templiers dont ils ont la charge de gardiennage, sur un domaine boisé de 241 hectares à Villecroze dans le Var, dans le sud de la France.
Dans les années 1960 et 1970, il développe un système de compostage de broussailles pour produire un humus très riche lui permettant de faire du maraichage très productif sans intrant chimique, sans arrosage, ni  désherbage. Il utilise également la chaleur produit lors de la fermentation du compost.
Il perfectionne ensuite sa méthode en broyant les broussailles et les rameaux des arbres. Il conçoit un broyeur lui permettant  d'obtenir une matière première de qualité que le chercheur canadien Gilles Lémieux nommera bois raméaux fragmentés (BRF) en 1986.
Il combine enfin son compost avec au centre une petite unité de méthanisation. Cette solution lui permet de produire du méthane pour faire fonctionner un générateur d'électricité, des gazinières, et alimenter sa 2 CV en carburant. Il ajoute un serpentin pour chauffer de l'eau à 60 °C, à un rythme de 4 litres par minute, pour l'usage domestique et le chauffage,.
À partir de 1973, sa femme Ida rédige des ouvrages présentant les inventions de son mari, publiés en français, anglais, allemand, espagnol et néerlandais. Jean Pain est mort d'un cancer de la vessie en 1981, à l'age de 52 ans.

## Postérité
L'entreprise Equipe Jean Pain continue en 2024 à vendre des broyeurs. Une association belge nommé Comité Jean Pain entretient un centre d'expérimentations et de formation aux techniques de broyage et de compostage à Londerzeel en Belgique,. D'autres structures continuent à composter des copeaux de bois de haies en utilisant sa méthode,.